# Cledwyn Hughes, Baron Cledwyn of Penrhos
Cledwyn Hughes, Baron Cledwyn of Penrhos CH, PC, (* 14. September 1916 in Holyhead, Anglesey, Wales; † 22. Februar 2001 in Denbigh, Denbighshire, Wales) war ein britischer Politiker der Labour Party, der fast 28 Jahre den Wahlkreis Anglesey als Mitglied im House of Commons vertreten hatte und während der ersten Amtszeit von Premierminister Harold Wilson sowohl Minister für Wales als auch Minister für Landwirtschaft, Fischerei und Ernährung war.

## Leben
Nach dem Besuch der Holyhead Grammar School absolvierte Hughes ein Studium der Rechtswissenschaften am University College of Wales Aberystwyth und leistete während des Zweiten Weltkrieges seinen Militärdienst im Freiwilligendienst der Royal Air Force (Royal Air Force Volunteer Reserve). Nach dem Ende des Krieges war er als Solicitor bei der Stadtverwaltung von Holyhead beschäftigt und war außerdem als Mitglied des Verwaltungsrates der University of Wales sowie des National Museum Wales engagiert.
Hughes, der seine politische Laufbahn in der Kommunalpolitik als Mitglied des Rates der Grafschaft Anglesey begann und bei den Unterhauswahlen 1945 sowie Unterhauswahlen 1950 ohne Erfolg im Wahlkreis Anglesey kandidiert hatte, wurde als Kandidat der Labour Party bei den Unterhauswahlen vom 25. Oktober 1951 erstmals zum Mitglied des House of Commons gewählt und vertrat in diesem bis zu den Unterhauswahlen vom 3. Mai 1979 fest 28 Jahre den Wahlkreis Anglesey.
Nach dem Wahlsieg der Labour Party bei den Unterhauswahlen vom 15. Oktober 1964 wurde er zunächst Staatsminister im Ministerium für Beziehungen zum Commonwealth of Nations, ehe er von Premierminister Harold Wilson im Zuge einer Kabinettsumbildung am 5. April 1966 zum Minister für Wales (Secretary of State for Wales) ernannt wurde. Genau zwei Jahre später wurde er am 5. April 1968 Nachfolger von Fred Peart als Minister für Landwirtschaft, Fischerei und Ernährung und bekleidete dieses Amt bis zum Ende von Wilsons Amtszeit am 18. Juni 1970.
Hughes, der zwischen 1974 und 1979 als Nachfolger von Ian Mikardo auch Vorsitzender der Labour-Fraktion (Chair of the Parliamentary Labour Party) im Unterhaus war, war außerdem von 1977 bis 1985 Präsident des University College of Wales Aberystwyth.
Nach seinem Ausscheiden aus dem Unterhaus wurde er 1979 als Life Peer mit dem Titel Baron Cledwyn of Penrhos, of Holyhead in the Isle of Anglesey, in den Adelsstand erhoben und war dadurch bis zu seinem Tod Mitglied des House of Lords. In dieser Zeit war er zuerst von 1981 bis 1982 stellvertretender Führer sowie danach zwischen 1982 und 1992 auch Führer der Labour Party im House of Lords und damit Vorsitzender der Labour-Fraktion im Oberhaus, wobei er abermals Nachfolger von Fred Peart wurde. 1992 folgte ihm Ivor Richard als Führer der Opposition im Oberhaus.
Während seiner gesamten politischen Laufbahn setzte sich Hughes insbesondere für die Anerkennung der walisischen Sprache ein.